# Pieve d’Alpago
Pieve d’Alpago – miejscowość i gmina we Włoszech, w regionie Wenecja Euganejska, w prowincji Belluno.
Według danych na styczeń 2009 gminę zamieszkiwały 1983 osoby przy gęstości zaludnienia 78,7 os./1 km².
24 lutego 2016 gmina została zlikwidowana.